# Arena Football League
La Arena Football League (AFL) è stata la principale lega professionistica di football a 8 degli Stati Uniti d'America. Il termine arena si riferisce all'impianto al coperto dove si svolgono le partite. Il campionato venne disputato ininterrottamente dal 1987 al 2008, quando problemi interni causarono la cancellazione della stagione 2009; il campionato della lega minore af2 continuò invece a svolgersi. Nel corso dell'anno sia la AFL che la af2 furono dissolte e riorganizzate da una nuova società, così la AFL poté fare ritorno dal 2010 al 2019. Il quartier generale della Arena Football League era situato in Filadelfia.

## Storia
L'Arena Football League fu fondata ne 1987 da Jim Foster, ex dirigente della National Football League e della United States Football League. La prima partita di esibizione si disputò  nel 1986 a Rockford (Illinois) tra Rockford Metros e Chicago Politicians.
Durante la prima stagione, la lega era composta da quattro squadre: Chicago Bruisers, Denver Dynamite, Pittsburgh Gladiators e Washington Commandos. Si giocò una stagione di sei partite culminata nell'Arena Bowl I, dove Denver sconfisse Pittsburgh in trasferta. Nel 1990 Foster brevettò le regole dell'AFL, perciò le altre leghe dovettero inventare delle varianti per poter sopravvivere; tale brevetto scadde il 30 settembre 2007.
Per molti anni il mondo dell'indoor football fu quasi sconosciuto a gran parte degli statunitensi. Fino alla fine degli anni 1990 la maggiore esposizione per l'AFL veniva dalla ESPN, che trasmetteva le partite in differita, spesso dopo mezzanotte. La prima grande vetrina fu ottenuta nel 1998, quando l'Arena Bowl XII fu trasmessa in tutta la nazione dal programma Wide World of Sports dell'ABC.
Una delle prime storie di successo della lega furono i Detroit Drive. Essi erano una squadra di primo livello, grazie alle stelle che vi giocavano, inclusi George LaFrance, Gary e Alvin Rettig, Art Schlichter. Spesso i Drive giocavano nell'esaurita Joe Louis Arena, partecipando all'ArenaBowl ogni anno della loro esistenza (1988-1993). La prima dinastia dell'AFL finì quando il suo proprietario, Mike Ilitch, comprò i Detroit Tigers della Major League Baseball e vendette la squadra.
Dopo l'abbandono dei Drive, l'AFL ha avuto numerose dinastie, inclusi i Tampa Bay Storm (l'unica squadra che ha partecipato a tutti i campionati), i loro arcirivali Orlando Predators, i San Jose SaberCats, gli Arizona Rattlers. Gli Albany/Indiana Firebirds, nonostante abbiano vinto un solo campionato, potrebbero essere considerati una dinastia, dal momento che fu uno dei rari casi di permanenza per dieci anni in una città.
Nel 1993, la lega ha organizzato il suo primo All-Star game a Des Moines, Iowa, la futura casa degli Iowa Brainstormers. La National Conference batté l'American Conference 64-40 davanti a 7,189 persone.
Nel XXI secolo l'interesse per la AFL crebbe notevolmente. L'ex quarterback dei St. Louis Rams Kurt Warner, MVP al Super Bowl XXXIV, giocò i suoi primi anni di carriera con gli Iowa Barnstormers.
Nel dicembre 2008, una conferenza tra i proprietari delle franchigie decise di sospendere la stagione 2009 per "creare un piano a lungo termine per migliorare il modello economico".
La lega riprese le sue operazioni nel 2011. Philadelphia Soul, Kansas City Brigade, San Jose SaberCats, New Orleans VooDoo, e Georgia Force ritornarono nella AFL dopo averne fatto parte fino al 2008. La lega aggiunse anche un expansion team, i Pittsburgh Power, di cui tra i proprierari figurava l'ex ricevitore dei Pittsburgh Steelers Lynn Swann. I Brigade invece cambiarono il loro nome in Command, diventando i Kansas City Command. I Bossier-Shreveport Battle Wings si spostarono a New Orleans diventando i VooDoo. Gli Alabama Vipers si spostarono a Duluth, Georgia divenendo i Georgia Force. Il 25 ottobre 2010, gli Oklahoma City Yard Dawgz annunciarono che non avrebbero fatto ritorno. I Milwaukee Iron cambiarono il loro nome in Milwaukee Mustangs.
Nel 2012, la AFL celebrò il suo anniversario d'argento.

## Regolamento
Il regolamento di gioco adottato ha ispirato quello di football a 8 in Italia e altrove ma vi sono piccole differenze. Il campo regolamentare della lega è in uno stadio al coperto, lungo 58 iarde e largo 85 piedi. Per ogni squadra i giocatori disponibili sono 20 dei quali 8 sono contemporaneamente attivi in campo. La partita dura un'ora di tempo effettivo cronometrato divisa in quattro tempi di 15 minuti: tra secondo e terzo tempo i giocatori riposano per 15 minuti. Un touchdown ossia meta vale 6 punti: la conversione dopo meta segnata vale 1 punto quando realizzata con calcio piazzato e 2 punti quando realizzata con calcio a rimbalzo o azione giocata alla mano; il calcio piazzato, realizzato dopo un fallo degli avversari, vale 3 punti e il calcio a rimbalzo, realizzato durante azione di gioco, vale 4 punti; l'azione di safety, ossia quando si placca un avversario con il pallone nella propria area di meta, vale 2 punti.

## Televisione

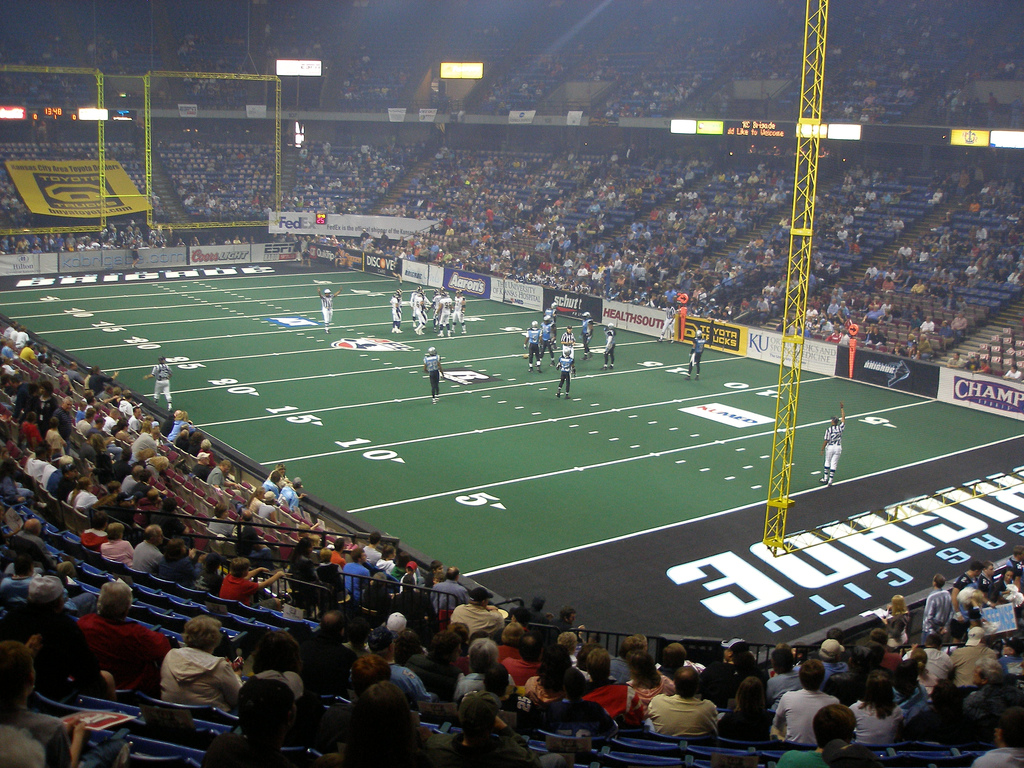
stadio al coperto o arena della squadra Brigade

All'inizio della stagione 2003 l'AFL fece un contratto con la NBC, che fu poi rinnovato per due anni nel 2005.  Legato a questo la lega spostò l'inizio della stagione da maggio a febbraio (la settimana dopo il Super Bowl) e mise in calendario la maggior parte delle partite alla domenica e non più sabato o venerdì.  Nel 2006, a causa della XX Giochi olimpici invernali, i playoff della Stanley Cup e la Daytona 500, la trasmissione delle partite da parte della NBC non fu a cadenza settimanale durante la regular season, ma rimase completa per i playoff conclusisi con il 20º ArenaBowl. NBC ed Arena Football League si separarono poi però, non riuscendo ad arrivare ad un nuovo accordo.  Il proprietario dei Las Vegas Gladiators Jim Ferraro disse in un'intervista radiofonica che la ragione per cui la trattativa fallì fu che la ESPN rifiutò di mostrare gli highlights o persino menzionare un prodotto della NBC.
Per la sola stagione 2006 la AFL fece un accordo con il canale via cavo OLN (ora chiamata Versus) per 11 partite della regular season ed una dei playoff.
Il 19 dicembre 2006 ESPN annunciò l'acquisto di una quota minoritaria in AFL. Questo accordo includeva diritti televisivi per il gruppo ESPN, che trasmette un minimo di 17 partite della regular season e 9 dei playoff, incluso l'ArenaBowl XXI.
L'AFL ha anche un accordo regionale per il via cavo con FSN.
In Italia durante le prime stagioni furono trasmesse diverse partite in differita dai canali mediaset.

## Videogiochi
Il primo videogame sulla AFL fu Arena Football per il C-64 uscito nel 1988. Il 18 maggio 2000, Kurt Warner's Arena Football Unleashed fu messo in commercio dalla Midway Games per la PlayStation. Il 7 febbraio 2006 EA Sports produsse Arena Football per PlayStation 2 e Xbox. EA Sports ha messo in vendita anche Arena Football: Road to Glory, nel febbraio 2007 per la PlayStation 2.

## Letteratura
Nel 2001 Jeff Foley pubblicò War on the Floor: An Average Guy Plays in the Arena Football League and Lives to Write About It. Il libro racconta l'esperienza dell'autore in due preseason dell'indoor football (1999 and 2000) con la squadra degli Albany Firebirds. L'uomo si autodescrive come uno scrittore non atletico e giocò tre partite di precampionato.

## Squadre
| Squadra                  | Città                      | Arena                      | Fondazione | Prima stagione |
| ------------------------ | -------------------------- | -------------------------- | ---------- | -------------- |
| Albany Empire            | Albany (New York)          | Times Union Center         | 2018       | 2018           |
| Atlantic City Blackjacks | Atlantic City (New Jersey) | Boardwalk Hall             | 2019       | 2019           |
| Baltimore Brigade        | Baltimora (Maryland)       | Royal Farms Arena          | 2017       | 2017           |
| Cleveland Gladiators     | Cleveland (Ohio)           | Rocket Mortgage FieldHouse | 1997       | 1997           |
| Columbus Destroyers      | Columbus (Ohio)            | Nationwide Arena           | 1999       | 1999           |
| Philadelphia Soul        | Filadelfia (Pennsylvania)  | Wells Fargo Center         | 2004       | 2004           |
| Washington Valor         | Washington (DC)            | Capital One Arena          | 2017       | 2017           |

*Ex squadra della af2

## Albo d'oro
| Gara             | Anno | Campione             | Campione | Perdente              | Perdente | Sito                              | Pubblico |
| ---------------- | ---- | -------------------- | -------- | --------------------- | -------- | --------------------------------- | -------- |
| ArenaBowl I      | 1987 | Denver Dynamite      | 45       | Pittsburgh Gladiators | 16       | Pittsburgh Civic Arena            | 13.232   |
| ArenaBowl II     | 1988 | Detroit Drive        | 24       | Chicago Bruisers      | 13       | Rosemont Horizon                  | 15.018   |
| ArenaBowl III    | 1989 | Detroit Drive        | 39       | Pittsburgh Gladiators | 26       | Joe Louis Arena                   | 12.046   |
| ArenaBowl IV     | 1990 | Detroit Drive        | 51       | Dallas Texans         | 27       | Joe Louis Arena                   | 19.875   |
| ArenaBowl V      | 1991 | Tampa Bay Storm      | 48       | Detroit Drive         | 42       | Joe Louis Arena                   | 20.357   |
| ArenaBowl VI     | 1992 | Detroit Drive        | 56       | Orlando Predators     | 38       | Orlando Arena                     | 13.680   |
| ArenaBowl VII    | 1993 | Tampa Bay Storm      | 51       | Detroit Drive         | 31       | Joe Louis Arena                   | 12.989   |
| ArenaBowl VIII   | 1994 | Arizona Rattlers     | 36       | Orlando Predators     | 31       | Orlando Arena                     | 14.368   |
| ArenaBowl IX     | 1995 | Tampa Bay Storm      | 48       | Orlando Predators     | 35       | ThunderDome                       | 25.087   |
| ArenaBowl X      | 1996 | Tampa Bay Storm      | 42       | Iowa Barnstormers     | 38       | Iowa Veterans Memorial Auditorium | 11.411   |
| ArenaBowl XI     | 1997 | Arizona Rattlers     | 55       | Iowa Barnstormers     | 33       | America West Arena                | 17.436   |
| ArenaBowl XII    | 1998 | Orlando Predators    | 62       | Tampa Bay Storm       | 31       | Ice Palace                        | 17.222   |
| ArenaBowl XIII   | 1999 | Albany Firebirds     | 59       | Orlando Predators     | 48       | Pepsi Arena                       | 13.652   |
| ArenaBowl XIV    | 2000 | Orlando Predators    | 41       | Nashville Kats        | 38       | TD Waterhouse Centre              | 15.989   |
| ArenaBowl XV     | 2001 | Grand Rapids Rampage | 75       | Nashville Kats        | 64       | Van Andel Arena                   | 11.217   |
| ArenaBowl XVI    | 2002 | San Jose SaberCats   | 52       | Arizona Rattlers      | 14       | HP Pavilion at San Jose           | 16.942   |
| ArenaBowl XVII   | 2003 | Tampa Bay Storm      | 43       | Arizona Rattlers      | 29       | St. Pete Times Forum              | 20.469   |
| ArenaBowl XVIII  | 2004 | San Jose SaberCats   | 69       | Arizona Rattlers      | 62       | America West Arena                | 17.391   |
| ArenaBowl XIX    | 2005 | Colorado Crush       | 51       | Georgia Force         | 48       | Thomas & Mack Center              | 10.822   |
| ArenaBowl XX     | 2006 | Chicago Rush         | 69       | Orlando Predators     | 61       | Thomas & Mack Center              | 13.476   |
| ArenaBowl XXI    | 2007 | San Jose SaberCats   | 55       | Columbus Destroyers   | 33       | New Orleans Arena                 | 17.056   |
| ArenaBowl XXII   | 2008 | Philadelphia Soul    | 59       | San Jose SaberCats    | 56       | New Orleans Arena                 | 17.244   |
| ArenaBowl XXIII  | 2010 | Spokane Shock        | 69       | Tampa Bay Storm       | 57       | Spokane Veterans Memorial Arena   | 11.017   |
| ArenaBowl XXIV   | 2011 | Jacksonville Sharks  | 73       | Arizona Rattlers      | 70       | US Airways Center                 | 14.320   |
| ArenaBowl XXV    | 2012 | Arizona Rattlers     | 72       | Philadelphia Soul     | 54       | New Orleans Arena                 | 13.648   |
| ArenaBowl XXVI   | 2013 | Arizona Rattlers     | 48       | Philadelphia Soul     | 39       | Amway Center                      | 12.039   |
| ArenaBowl XXVII  | 2014 | Arizona Rattlers     | 72       | Cleveland Gladiators  | 32       | Quicken Loans Arena               | 18.410   |
| ArenaBowl XXVIII | 2015 | San Jose SaberCats   | 68       | Jacksonville Sharks   | 47       | Stockton Arena                    | 9.115    |
| ArenaBowl XXXI   | 2018 | Washington Valor     | 69       | Baltimore Brigade     | 55       | Royal Farms Arena                 | SA       |

### classifica vittorie Team
| Vittorie | Anno                     | Campione             | Campione |
| -------- | ------------------------ | -------------------- | -------- |
| 5        | 1991,1993,1995,1996,2003 | Tampa Bay Storm      |          |
| 5        | 1994,1997,2012,2013,2014 | Arizona Rattlers     |          |
| 4        | 1988,1989,1990,1992      | Detroit              |          |
| 4        | 2002,2004,2007,2015      | San Jose SaberCats   |          |
| 2        | 1998,2000                | Orlando Predators    |          |
| 1        | 1999                     | Albany Firebirds     |          |
| 1        | 2001                     | Grand Rapids Rampage |          |
| 1        | 2005                     | Colorado Crush       |          |
| 1        | 2006                     | Chicago Rush         |          |
| 1        | 2008                     | Philadelphia Soul    |          |
| 1        | 2010                     | Spokane Shock        |          |
| 1        | 2011                     | Jacksonville Sharks  |          |
| 1        | 2018                     | Washington Valor     |          |
| 1        | 1987                     | Denver Dynamite      |          |

## Espansione
L'Arena Football League si è allargata ed ha inglobato molte squadre nella sua storia. Tutti gli anni si è registrata almeno una nuova adesione o almeno un cambio di nome. La AFL per il 2006 si è ampliata a 19 franchigie. La lega ha condotto un draft di espansione nel settembre 2005 per avere gli Utah Blaze. A causa dell'uragano Katrina i New Orleans VooDoo hanno annunciato una pausa per il 2006. I giocatori sotto contratto con i VooDoo furono trasferiti ai nuovi Kansas City Brigade. Nel 2007 però l'arena football è tornato a New Orleans. Un ulteriore allargamento porta nel 2008 una franchigia anche a Cleveland.
| Anno | Tot. squadre | Squadre di espansione | Squadre fallite | Squadre sospese | Squadre tornate                                                                      | Squadre spostate                                                                    | Cambi di nome                                                                          |
| 1987 | 4            | Chicago Bruisers Denver Dynamite Pittsburgh Gladiators Washington Commandos | | |                                                                                      |                                                                                     |                                                                                        |
| 1988 | 6            | Detroit Drive Los Angeles Cobras New England Steamrollers New York Knights | | Denver Dynamite Washington Commandos |                                                                                      |                                                                                     |                                                                                        |
| 1989 | 5            | | Los Angeles Cobras New England Steamrollers New York Knights | | Denver Dynamite Maryland Commandos                                                   |                                                                                     |                                                                                        |
| 1990 | 6            | Albany Firebirds Dallas Texans | Chicago Bruisers | |                                                                                      |                                                                                     | Washington Commandos (dal Maryland)                                                    |
| 1991 | 8            | Columbus Thunderbolts New Orleans Night Orlando Predators | Washington Commandos | |                                                                                      | Pittsburgh → Tampa Bay Storm                                                        |                                                                                        |
| 1992 | 12           | Arizona Rattlers Charlotte Rage Cincinnati Rockers Sacramento Attack San Antonio Force | Denver Dynamite | |                                                                                      | Columbus → Cleveland Thunderbolts                                                   |                                                                                        |
| 1993 | 10           | | New Orleans Night San Antonio Force | |                                                                                      | Sacramento → Miami Hooters                                                          |                                                                                        |
| 1994 | 11           | Fort Worth Cavalry Las Vegas Sting Milwaukee Mustangs | Cincinnati Rockers Dallas Texans | |                                                                                      | Detroit → Massachusetts Marauders                                                   |                                                                                        |
| 1995 | 13           | Connecticut Coyotes Iowa Barnstormers Memphis Pharaohs St. Louis Stampede San Jose SaberCats | Cleveland Thunderbolts Fort Worth Cavalry | Massachusetts Marauders |                                                                                      |                                                                                     |                                                                                        |
| 1996 | 15           | Minnesota Fighting Pike Texas Terror | | |                                                                                      | Las Vegas → Anaheim Piranhas                                                        | Florida Bobcats (dai Miami Hooters)                                                    |
| 1997 | 14           | Nashville Kats New Jersey Red Dogs New York CityHawks | Charlotte Rage Connecticut Coyotes Minnesota Fighting Pike St. Louis Stampede                                                                                      | |                                                                                      | Memphis → Portland Forest Dragons                                                   |                                                                                        |
| 1998 | 14           | | Anaheim Piranhas | |                                                                                      | Massachusetts Marauders→Grand Rapids Rampage (dormienti dal 1995)                   | Houston Thunderbears (dai Texas Terror)                                                |
| 1999 | 15           | Buffalo Destroyers | | |                                                                                      | New York → New England Sea Wolves                                                   |                                                                                        |
| 2000 | 17           | Carolina Cobras Los Angeles Avengers | | |                                                                                      | Portland → Oklahoma Wranglers                                                       |                                                                                        |
| 2001 | 19           | Chicago Rush Detroit Fury Hershey Monsoon | | | Albany → Indiana Firebirds Iowa → New York Dragons New England → Toronto Phantoms    | New Jersey Gladiators (dai New Jersey Red Dogs)                                     |                                                                                        |
| 2002 | 16           | Dallas Desperados | Florida Bobcats Houston Thunderbears Milwaukee Mustangs Oklahoma Wranglers                                                                                         | |                                                                                      | Nashville → Georgia Force                                                           |                                                                                        |
| 2003 | 16           | Colorado Crush | | Toronto Phantoms |                                                                                      | New Jersey → Las Vegas Gladiators                                                   |                                                                                        |
| 2004 | 19           | Austin Wranglers New Orleans VooDoo Philadelphia Soul | | |                                                                                      | Buffalo → Columbus Destroyers                                                       |                                                                                        |
| 2005 | 17           | Nashville Kats | Carolina Cobras Detroit Fury Indiana Firebirds | |                                                                                      |                                                                                     |                                                                                        |
| 2006 | 18           | Kansas City Brigade Utah Blaze | | New Orleans VooDoo |                                                                                      |                                                                                     |                                                                                        |
| 2007 | 19           | | | | New Orleans VooDoo                                                                   |                                                                                     |                                                                                        |
| 2008 | 17           | | Austin Wranglers Nashville Kats | |                                                                                      | Las Vegas → Cleveland                                                               |                                                                                        |
| 2009 | 0            | | New Orleans VooDoo Los Angeles Avengers | Arizona Rattlers Chicago Rush Cleveland Gladiators Colorado Crush Columbus Destroyers Dallas Desperados Georgia Force Grand Rapids Rampage Kansas City Brigade New York Dragons Orlando Predators Philadelphia Soul San Jose SaberCats Tampa Bay Storm Utah Blaze |                                                                                      |                                                                                     |                                                                                        |
| 2010 | 15           | Alabama Vipers* Bossier-Shreveport Battle Wings* Dallas Vigilantes Iowa Barnstormers* Jacksonville Sharks Milwaukee Iron* Oklahoma City Yard Dawgz* Spokane Shock* Tulsa Talons* Utah Blaze** (* Ex squadra dell'af2) (** ex squadra dell'AIFA) | | | Arizona Rattlers Chicago Rush Cleveland Gladiators Orlando Predators Tampa Bay Storm |                                                                                     |                                                                                        |
| 2011 | 18           | Pittsburgh Power | Oklahoma City Yard Dawgz | | Kansas City Command Philadelphia Soul San Jose SaberCats                             | Alabama Vipers → Georgia Force Bossier-Shreveport Battle Wings → New Orleans VooDoo | Kansas City Command (from Kansas City Brigade) Milwaukee Mustangs (dai Milwaukee Iron) |
| 2012 | 17           | | | Dallas Vigilantes |                                                                                      | Tulsa Talons → San Antonio Talons                                                   |                                                                                        |
| 2013 | 14           | | Kansas City Command Georgia Force | Milwaukee Mustangs |                                                                                      |                                                                                     |                                                                                        |
| 2014 | 14           | Los Angeles Kiss | | Chicago Rush Utah Blaze |                                                                                      | Milwaukee Mustangs → Portland Thunder                                               |                                                                                        |
| 2015 | 12           | Las Vegas Outlaws | Iowa Barnstormers (trasferiti alla Indoor Football League) Pittsburgh Power San Antonio Talons                                                                     | |                                                                                      |                                                                                     |                                                                                        |
| 2016 | 8            | | Las Vegas Outlaws New Orleans VooDoo Spokane Shock (trasferiti alla Indoor Football League) San Jose SaberCats                                                     | |                                                                                      |                                                                                     | Portland Steel (dai Portland Thunder)                                                  |
| 2017 | 5            | Baltimore Brigade Washington Valor | Arizona Rattlers (trasferiti alla Indoor Football League) Jacksonville Sharks (si trasferiranno a un'altra lega) Los Angeles Kiss Orlando Predators Portland Steel | |                                                                                      |                                                                                     |                                                                                        |

### Sviluppo della lega
Le squadre sono aumentate con il passar degli anni. Lo sviluppo della lega è stato il seguente:
| Anno    | Squadre |
| ------- | ------- |
| 1987    | 4       |
| 1988    | 6       |
| 1989    | 5       |
| 1990    | 6       |
| 1991    | 8       |
| 1992    | 12      |
| 1993    | 10      |
| 1994    | 11      |
| 1995    | 13      |
| 1996    | 15      |
| 1997–98 | 14      |
| 1999    | 15      |
| 2000    | 17      |

| Anno    | Squadre |
| ------- | ------- |
| 2001    | 19      |
| 2002–03 | 16      |
| 2004    | 19      |
| 2005    | 17      |
| 2006    | 18      |
| 2007    | 19      |
| 2008    | 17      |
| 2010    | 15      |
| 2011    | 18      |
| 2012    | 17      |
| 2013–14 | 14      |
| 2015    | 12      |

| Anno | Squadre |
| ---- | ------- |
| 2016 | 8       |
| 2017 | 5       |
| 2018 | 4       |
| 2019 | 6       |

Per quanto riguarda gli spettatori la media AFL negli anni '90 era 10.000-11.000 a partita, ma la recessione successiva agli attentati dell'11 settembre la fecero scendere sotto i 10.000.
Successivamente però è tornata a crescere, arrivando a 12392 nel 2007. Undici delle 17 squadre hanno una media sopra i 13.000.

### Possibili espansioni
Per diverse città si è parlato di una possibile adesione all'AFL nel prossimo futuro durante la conferenza stampa del Commissioner prima dell'ArenaBowl XX.
- Boston (Massachusetts)
- Houston (Texas)
- Miami o Sunrise (Florida)
- St. Louis (Missouri)
- Indianapolis (Indiana)

I seguenti mercati hanno potenziali proprietari con diritti di espansione:
- Sacramento o San Francisco, California - I San Francisco 49ers hanno i diritti
- Washington - Il proprietario  deiWashington Redskins Daniel Snyder ha i diritti per questo mercato. Nel 2017 la AFL si espande con i Baltimore Brigade e gli Washington Valor.
- Atlantic City (New Jersey) e Columbus (Ohio) nel 2019.

## Commissioner dell'Arena Football
- Randall Boe - 2018–2019
- Scott Butera - 2014–2018
- C. David Baker - 1996–2014
- Jim Drucker - 1994–1996
- Joe O'Hara - 1992–1994
- Jim Foster - 1987–1992